# Voïvodie de Bydgoszcz
La voïvodie de Bydgoszcz (en polonais Województwo bydgoskie) était une unité de division administrative et un gouvernement local de Pologne entre 1975 et 1998. 
En 1999, son territoire est intégré dans la voïvodie de Grande-Pologne, la voïvodie de Couïavie-Poméranie et la voïvodie de Poméranie.
Sa capitale était Bydgoszcz.

## Villes principales
Population au 31 décembre 1998 :
- Bydgoszcz - 386 855
- Inowrocław - 79 534
- Chojnice - 40 229
- Świecie - 27 084
- Nakło nad Notecią - 20 108
- Solec Kujawski - 14 641
- Żnin - 14 401
- Tuchola - 14 235
- Mogilno - 12 675
- Koronowo - 10 640
- Czersk - 9 500
- Szubin - 9 330
- Kruszwica - 9 310
- Sępólno Krajeńskie - 9 300
- Janikowo - 9 100
- Barcin - 7 800
- Trzemeszno - 7 600
- Gniewkowo - 7 200
- Strzelno - 6 000
- Więcbork - 5 800
- Pakość - 5 800
- Kcynia - 4 700
- Brusy - 4 500
- Łabiszyn - 4 400
- Mrocza - 4 300
- Janowiec Wielkopolski - 4 100
- Kamień Krajeński - 2 300

## Bureaux de district (Powiat)
Sur la base de la loi du 22 mars 1990, les autorités locales de l'administration publique générale, ont créé 5 régions administratives associant une dizaine de municipalités.
| Bureau de district de Bydgoszcz |                                     |  |                       |
| 1                               | Gmina Białe Błota                   |  | Białe Błota           |
| 2                               | Ville de Bydgoszcz                  |  | Bydgoszcz             |
| 3                               | Gmina Dąbrowa Chełmińska            |  | Dąbrowa Chełmińska    |
| 4                               | Gmina Dobrcz                        |  | Dobrcz                |
| 5                               | Gmina Koronowo                      |  | Koronowo              |
| 6                               | Gmina Mrocza                        |  | Mrocza                |
| 7                               | Gmina Nakło nad Notecią             |  | Nakło nad Notecią     |
| 8                               | Gmina Nowa Wieś Wielka              |  | Nowa Wieś Wielka      |
| 9                               | Gmina Osielsko                      |  | Osielsko              |
| 10                              | Gmina Sadki                         |  | Sadki                 |
| 11                              | Gmina Sicienko                      |  | Sicienko              |
| 12                              | Gmina Solec Kujawski                |  | Solec Kujawski        |
| Bureau de district de Chojnice  |                                     |  |                       |
| 1                               | Gmina Brusy                         |  | Brusy                 |
| 2                               | Gmina Cekcyn                        |  | Cekcyn                |
| 3                               | Ville de Chojnice                   |  | Chojnice              |
| 4                               | Gmina Chojnice                      |  | Chojnice              |
| 5                               | Gmina Czersk                        |  | Czersk                |
| 6                               | Gmina Gostycyn                      |  | Gostycyn              |
| 7                               | Gmina Kamień Krajeński              |  | Kamień Krajeński      |
| 8                               | Gmina Kęsowo                        |  | Kęsowo                |
| 9                               | Gmina Lubiewo                       |  | Lubiewo               |
| 10                              | Gmina Sępólno Krajeńskie            |  | Sępólno Krajeńskie    |
| 11                              | Gmina Sośno                         |  | Sośno                 |
| 12                              | Gmina Śliwice                       |  | Śliwice               |
| 13                              | Gmina Tuchola                       |  | Tuchola               |
| 14                              | Gmina Więcbork                      |  | Więcbork              |
| Bureau de district d'Inowrocław |                                     |  |                       |
| 1                               | Gmina Dąbrowa                       |  | Dąbrowa               |
| 2                               | Gmina Dąbrowa Biskupia              |  | Dąbrowa Biskupia      |
| 3                               | Gmina Gniewkowo                     |  | Gniewkowo             |
| 4                               | Ville d'Inowrocław                  |  | Inowrocław            |
| 5                               | Gmina Inowrocław                    |  | Inowrocław            |
| 6                               | Gmina Janikowo                      |  | Janikowo              |
| 7                               | Gmina Jeziora Wielkie               |  | Jeziora Wielkie       |
| 8                               | Gmina Kruszwica                     |  | Kruszwica             |
| 9                               | Gmina Mogilno                       |  | Mogilno               |
| 10                              | Gmina Pakość                        |  | Pakość                |
| 11                              | Gmina Rojewo                        |  | Rojewo                |
| 12                              | Gmina Strzelno                      |  | Strzelno              |
| 13                              | Gmina Trzemeszno                    |  | Trzemeszno            |
| 14                              | Gmina Złotniki Kujawskie            |  | Złotniki Kujawskie    |
| Bureau de district de Świecie   |                                     |  |                       |
| 1                               | Gmina Bukowiec                      |  | Bukowiec              |
| 2                               | Gmina Dragacz                       |  | Dragacz               |
| 3                               | Gmina Drzycim                       |  | Drzycim               |
| 4                               | Gmina Jeżewo                        |  | Jeżewo                |
| 5                               | Gmina Lniano                        |  | Lniano                |
| 6                               | Gmina Nowe                          |  | Nowe                  |
| 7                               | Gmina Osie                          |  | Osie                  |
| 8                               | Gmina Pruszcz                       |  | Pruszcz               |
| 9                               | Gmina Świecie                       |  | Świecie               |
| 10                              | Gmina Świekatowo (à partir de 1991) |  | Świekatowo            |
| 11                              | Gmina Warlubie                      |  | Warlubie              |
| Bureau de district de Żnin      |                                     |  |                       |
| 1                               | Gmina Barcin                        |  | Barcin                |
| 2                               | Gmina Gąsawa                        |  | Gąsawa                |
| 3                               | Gmina Janowiec Wielkopolski         |  | Janowiec Wielkopolski |
| 4                               | Gmina Kcynia                        |  | Kcynia                |
| 5                               | Gmina Łabiszyn                      |  | Łabiszyn              |
| 6                               | Gmina Rogowo                        |  | Rogowo                |
| 7                               | Gmina Szubin                        |  | Szubin                |
| 8                               | Gmina Żnin                          |  | Żnin                  |

## Référence
- (pl) Cet article est partiellement ou en totalité issu de l’article de Wikipédia en polonais intitulé « Województwo bydgoskie (1975–1998) » (voir la liste des auteurs).